# La valle dei cavalieri
 La valle dei cavalieri è un romanzo dello scrittore italiano Raffaele Crovi, pubblicato nel 1993.
Nello stesso anno, il romanzo ha vinto il Premio Campiello.

## Trama
(Raffaele Crovi, Incipit de La Valle dei cavalieri, 1993)
È il racconto di quasi un secolo di storia italiana, dal disastro coloniale di Dogali, nel 1887, al terrorismo degli anni di piombo. 
In questo arco di tempo si snoda la vita di Lino Lodi, il protagonista, un garzone diventato bovaro e poi boscaiolo e poi via via mediatore di cavalli, infermiere, maestro e deputato. La terra dei monti e colline, di campi e boschi in cui Lino affonda saldamente le proprie radici è lo spicchio d'Appennino, in provincia di Reggio Emilia: la Valle dei Cavalieri.

## Edizioni
- Raffaele Crovi, La valle dei cavalieri, 3a, Arnoldo Mondadori Editore, 1993,  p. 311, ISBN 88-04-36776-8.